# Heinrich Scholl
Heinrich Scholl (* Januar 1943) ist ein ehemaliger deutscher Politiker der SPD. Er war von Mai 1990 bis zum Januar 2008 der Bürgermeister von Ludwigsfelde bei Berlin. Im Mai 2013 wurde Scholl wegen Mordes an seiner Ehefrau zu einer lebenslangen Freiheitsstrafe verurteilt.

## Leben
Heinrich Scholl wuchs als Sohn eines Zechenarbeiters und einer Verkäuferin in Ludwigsfelde auf. Nach einer Lehre als Werkzeugmacher und einem Studium an der Ingenieurschule Riesa machte er zunächst Karriere als Ingenieur bei den Automobilwerken Ludwigsfelde. Nachdem er sich gegenüber einer schwedischen Zuliefererdelegation über die schlechte wirtschaftliche Lage in der DDR geäußert hatte, verlor er seine Stellung und hatte mit einer Kaderakte, die ihn als Saboteur von Verhandlungen mit dem nicht-sozialistischen Ausland auswies, zunächst Probleme, eine adäquate Weiterbeschäftigung zu finden. Schließlich kam er als Technischer Leiter beim Zirkuskombinat Berolina und nach einer Beförderung in der Generaldirektion des DDR-Staatszirkus in Berlin unter. 1989 zog es ihn zurück nach Ludwigsfelde, wo er bis zum Beginn seiner politischen Laufbahn als Techniker für Sportanlagen arbeitete.
Im Dezember 1989 war Heinrich Scholl an der Neugründung eines SPD-Ortsvereins in Ludwigsfelde beteiligt und betätigte sich als dessen 1. Sprecher. Bereits im Jahr darauf wurde er nach der Kommunalwahl im Mai 1990 Bürgermeister von Ludwigsfelde. Er engagierte sich als Bürgermeister für den wirtschaftlichen Wiederaufbau des Ortes und wurde zweimal in Folge wiedergewählt. Im Januar 2008 legte er das Bürgermeisteramt aus Altersgründen nieder.
Heinrich Scholl war von 1964 bis zum Tod seiner Ehefrau 2011 in erster Ehe verheiratet. Er hat einen unehelichen leiblichen Sohn und einen Adoptivsohn.

## Strafprozess und Haft
Bundesweit bekannt wurde Heinrich Scholl nach dem Mord an seiner Ehefrau Brigitte. Diese wurde am 29. Dezember 2011 von ihm als vermisst gemeldet und am nächsten Tag erdrosselt in einem Waldstück nahe Ludwigsfelde aufgefunden. Nach einem von großem Medieninteresse begleiteten Indizienprozess wurde Scholl im Mai 2013 am Landgericht Potsdam wegen Mordes zu einer lebenslangen Freiheitsstrafe verurteilt. Insbesondere der Nachweis von frischen DNA-Spuren an der Unterwäsche der Leiche und an einem direkt aus der Garage von Scholl stammenden Tatwerkzeug, sowie die Aussage einer Zeugin, die Scholl gemeinsam mit seiner Ehefrau beim Verlassen ihres PKWs am Waldesrand in Tatortnähe im Vorbeifahren erkannt hatte, wurden vom Gericht als Tatnachweise bewertet.
Der Bundesgerichtshof verwarf seine Revision im Februar 2014 als unbegründet. Mittlerweile (Stand März 2024) befindet sich Scholl im offenen Vollzug.
Nach der Verurteilung kam Heinrich Scholl mit seinem Austritt aus der SPD einem ihm angekündigten parteiinternen Ordnungsverfahren zuvor.

## Rezeption
Der Mordfall wurde Grundlage für den Film Der Fall Marianne Voss (2024) von Uljana Havemann mit Jörg Schüttauf und Valerie Koch. Der  True-Crime-Podcast Mordlust behandelte 2025 den Fall in seiner 184. Folge "Leichen im Moos".